# Sedlo Krivé
Sedlo Krivé (1109 m n.p.m.) – przełęcz w Rudawach Spiskich na Słowacji.
Leży w głównym grzbiecie Gór Wołowskich, w grupie Złotego Stołu, pomiędzy zwornikowym szczytem Bielych skal (1252 m n.p.m.) na południowym wschodzie a równie wysoką, lecz mniej wybitną Ramzovą (1255 m n.p.m.) na północnym zachodzie. Utworzona jest w kwarcytowo-serycytowych i grafirowych fyllitach, pochodzących z młodszego syluru. Obecnie niezarośnięta lasem, oferuje dość rozległe widoki, zwłaszcza w kierunku południowo-zachodnim na Kotlinę Rożniawską. W perspektywie doliny Krásnohorskiego potoku można stąd m.in. dojrzeć charakterystyczną sylwetę zamku Krásna Hôrka.
Grzbietem przez przełęcz biegną czerwone   znaki głównego, najdłuższego szlaku turystycznego Słowacji – Cesty hrdinov SNP. Krzyżują się tu z niebieskimi   znakami prowadzącymi z Rożniaway w dolinie Slanej na przełęcz i dalej przez Złoty Stół (1322 m n.p.m.) – najwyższy szczyt tej grupy górskiej – do Švedláru w dolinie Hnilca.